# Фомин, Дмитрий Иванович
Дмитрий Иванович Фомин (1900—1986) — советский государственный деятель.

## Биография
Получил начальное образование, окончив в 1915 году Аткарское городское училище.
- 1915—1917 — счетовод Аткарского уездного попечительства при земской управе.
- 1917—1918 — счетовод, затем комендант, уездного исполкома.
- 1918—1919 — красноармеец коммунистического отряда по сопровождению маршевых батальонов.
- 1919 — комендант Аткарского уездного исполкома.
- 1919—1920 — секретарь штаба Киргизской конной бригады Уральского фронта, инструктор управления инспекции кавалерии 2-й армии.
- 1920—1922 — уполномоченный Аткарского уездного отдела ВЧК, начальник пулемётного взвода Актарского батальона ЧОН.
- 1922—1924 — секретарь ячейки РКП(б) 3-го батальона 94-го стрелкового полка, уполномоченный железнодорожного отдела ОГПУ, Саратов.
- 1924—1926 — старший инспектор Саратовской областной конторы АО «Хлебопродукт».
- 1926—1933 — в системе «Союзхлеб»: директор комбината на ст. Тамапа, уполномоченный Балашовской окружной конторы, уполномоченный Урюпинской окружной конторы, директор комбината на ст. Серебряков, уполномоченный Астраханской окружной конторы.
- 1933—1937 — Дергачёвский районный уполномоченный Комитета заготовок, заместитель Саратовского областного уполномоченного.
- 1937—1938 — уполномоченный Наркомата заготовок СССР по Саратовской области.
- 1938—1943 — начальник объединения «Центрозаготзерно».
- 1943—1946 — заместитель наркома заготовок СССР.
- 1946—1948 — министр продовольственных резервов СССР.
- 1948—1951 — министр государственных продовольственных и материальных резервов СССР.
- 1951 — заместитель министра заготовок СССР.
- 1951—1953 — директор базы № 1 московской конторы «Заготзерно».
- 1953—1959 — в министерстве торговли СССР: заместитель начальника управления торговли продовольственными товарами, начальник управления торговли бакалейными товарами.
- 1959—1962 — начальник Управления торговли бакалейными товарами Союзглавторга при Госплане СССР.
- 1962—1968 — в Госкомитете (министерстве) торговли СССР: начальник управления торговли бакалейными товарами, заместитель начальника Главпродторга.
- С марта 1968 года персональный пенсионер союзного значения.

Похоронен в Москве на Кунцевском кладбище.

## Штрихи к портрету
В 1958 году на имя Н. С. Хрущёва поступило письмо с критикой государственных и партийных деятелей СССР. В нём, в частности, говорилось:

В Минторге есть начальник Главбакалеи т. Фомин, проживающий в новом доме около телеграфа. Пешком пройти до работы 15-20 мин. Мужчина ведь здоровый, но ходить пешком, как говорится, воспитание не позволяет (он был когда-то министром резервов), и вот персональный "ЗИМ" идет с автобазы на квартиру (10 км), для того чтобы отвезти т. Фомина на работу (2 км) и вечером с работы... — 

## Награды
- орден Отечественной войны 1-й степени,
- орден Трудового Красного Знамени,
- орден «Знак Почёта»[1].